# Incêndio na Biblioteca da Academia de Ciências da União Soviética em 1988
O incêndio na Biblioteca da Academia de Ciências da União Soviética (atual Academia de Ciências da Rússia) iniciou-se em 14 de fevereiro de 1988 na seção de jornais localizada no terceiro andar do edifício. De acordo com Valerii Leonov, diretor da instituição à época, o alarme de incêndio soou às 20h13, quando a biblioteca encontrava-se fechada a visitantes. No momento em que o incêndio foi extinto, na tarde do dia seguinte, haviam sido destruídos entre 300 e 400 mil livros de um total de 12 milhões abrigados no acervo. Cerca de 3,5 milhões de volumes foram umidificados devido ao uso de espuma de combate a incêndio. Muitos dos livros perdidos tratava-se de obras científicas estrangeiras.

## Extinção do fogo
Os primeiros carros de bombeiros chegaram após oito minutos do disparo do alarme de incêndio. Entretanto, demorou aproximadamente duas horas para que os bombeiros alcançassem o fogo. O incêndio foi abordado inicialmente pela Nona Brigada de Incêndio, a qual foi acompanhada pelas equipes de outros sete carros de bombeiros.

## Recuperação dos livros
Os livros danificados por umidade pelo uso de espuma de combate a incêndio foram inicialmente congelados. Em seguida, um apelo via rádio foi transmitido aos cidadãos para que secassem os livros úmidos em suas casas. Pelo fim de março de 1988, 93% dos livros em questão foram secos e retornaram à Biblioteca. No entanto, cerca de 10 mil livros ficaram mofados.